# Teresa Hernik
Teresa Hernik (ur. 18 maja 1956 w Michałowie) – polska działaczka społeczna, instruktorka harcerska w stopniu harcmistrzyni.
W latach 2005–2007 Naczelnik Związku Harcerstwa Polskiego, w latach 2009–2016 wiceprzewodnicząca Rady Ochrony Pamięci Walk i Męczeństwa, w 2014–2016 prezes zarządu Państwowego Funduszu Rehabilitacji Osób Niepełnosprawnych, w 2016 zastępca prezesa PFRON. 

## Życiorys
Ukończyła studia na Akademii Górniczo-Hutniczej im. Stanisława Staszica w Krakowie na kierunku Inżynieria Materiałowa i Ceramika. W latach 1980–1983 kierownik Wydziału Ceramicznego w Spółdzielni Rękodzieła Ludowego i Artystycznego. Następnie w latach 1983–1986 pracowała jako nauczyciel w Szkole Podstawowej nr 6 w Białymstoku. 
Od 2001 roku członkini Rady Ochrony Pamięci Walk i Męczeństwa, od 2009 jej wiceprzewodnicząca (ROPWiM została zniesiona 1 sierpnia 2016). Były członek zarządu i dyrektor Zarządu Wykonawczego Związku Ochotniczych Straży Pożarnych RP. 
W okresie 2003–2012 była członkinią Rady Działalności Pożytku Publicznego. 
W latach 2010–2014 dyrektor Biura Pełnomocnika Rządu do Spraw Osób Niepełnosprawnych, a następnie od 7 marca 2014 do 27 kwietnia 2016 prezes PFRON. Od 28 kwietnia 2016 pełniła obowiązki zastępcy prezesa zarządu PFRON ds. programowych. 25 sierpnia 2016 zakończyła pracę w PFRON.
Pełniła liczne funkcje kierownicze w ZHP: komendantki Hufca Białystok (1987–1988), komendantki Chorągwi Białostockiej (1990–1999), od 2000 funkcję zastępczyni Naczelnika ZHP. 3 grudnia 2005 wybrana została przez XXXIII Zjazd ZHP na funkcję Naczelnika ZHP. Funkcję tę pełniła do 9 września 2007, kiedy została odwołana przez XXXV Zjazd Nadzwyczajny ZHP.
W 2018 bez powodzenia kandydowała do sejmiku podlaskiego z listy Prawa i Sprawiedliwości.

## Odznaczenia i wyróżnienia
- Złoty Krzyż Zasługi (2010) nadany przez prezydenta RP Bronisława Komorowskiego[9]
- Medal „Pro Memoria” (2005)
- Złoty Krzyż „Za Zasługi dla ZHP”
- Medal Pamiątkowy XXV-lecia „Czuwaj”[10]